# تیوتروپیوم برمید
تیوتروپیوم برمید(به انگلیسی: Tiotropium bromide) که با نام تجاری Spiriva عرضه می‌شود، یک گشادکننده برونش با اثر طولانی مدت است که در مدیریت بیماری مزمن انسدادی ریه (COPD) و آسم مورد استفاده قرار می‌گیرد.  این دارو از طریق استنشاق از دهان استفاده می‌شود. 
عوارض جانبی رایج شامل خشکی دهان، آبریزش بینی، عفونت دستگاه تنفسی فوقانی، تنگی نفس و سردرد است. عوارض جانبی شدید ممکن است شامل آنژیوادم ، بدتر شدن برونکواسپاسم و سندرم کیوتی باشد. شواهد آزمایشی برای این دارو در دوران بارداری آسیبی نشان نداده‌است، با این حال، استفاده از این دارو در دوران بارداری به خوبی مطالعه نشده‌است.
تیوتروپیوم در سال ۱۹۸۹ معرفی شد و در سال ۲۰۰۲ برای استفاده پزشکی مورد تأیید قرار گرفت.  این دارو در لیست داروهای ضروری سازمان بهداشت جهانی، ایمن‌ترین و موثرترین داروهای مورد نیاز در یک سیستم بهداشت و درمان طبقه بندی شده‌است. 